# Осока попелясто-сіра
Осока попелясто-сіра осока сіра, осока сірувата (Carex canescens) — вид багаторічних трав'янистих рослин родини осокові (Cyperaceae). Етимологія: лат. canescens — «що сіріє».

## Опис
Кореневища короткі. Стебла прямостоячі, не жорсткі, 15–90 см. Листя, як правило, блакитно-лаймово-зеленого кольору, 10–20(-30) см×(1,5-)2–4 мм. Суцвіття 2–15 см×5–10 мм. При довжині близько 5 мм і шириною 4 мм витягнуті еліптичні колоски містять розташовані досить близько від 7 до 18 квітів. Плоди світло-коричневі, довгасто-обернено-яйцюваті, 1,25–1,5×1–1,25 мм. 2n = 56. Річний обсяг виробництва насіння дуже високий.

## Поширення
Поширений у широтах помірного клімату в північній та південній півкулі (у тому числі в Україні). Поширення набагато ширше в альпійських та полярних районах Північної півкулі, де вид, імовірно, виник. Росте у водно-болотних середовищах. Часто трапляється в прибережжі річок, ставків і озер, а також у сирих лісах і рідколіссях і на вологих луках.

## Галерея

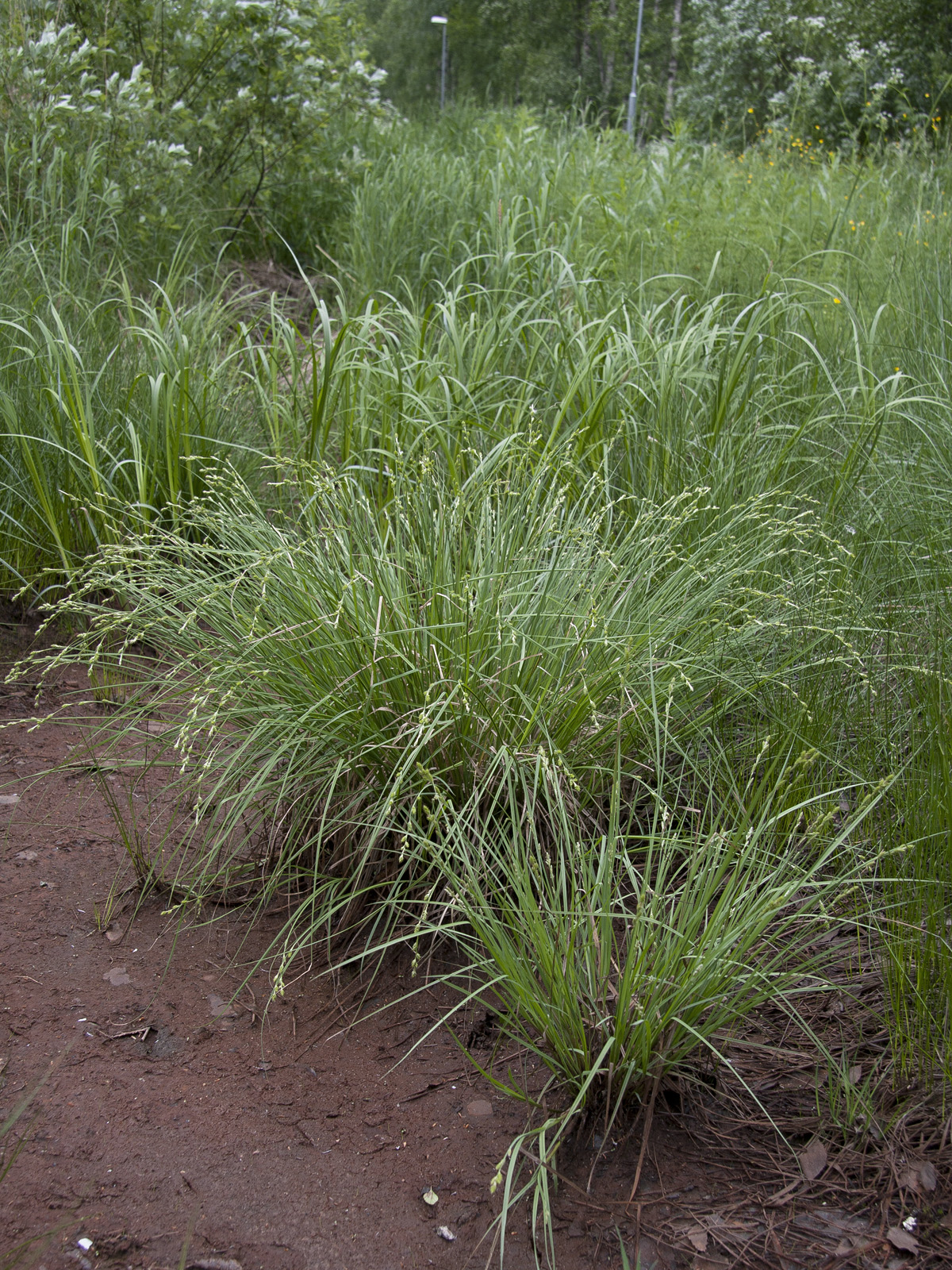
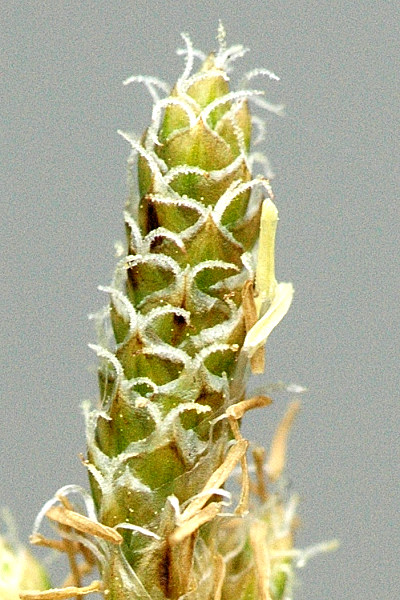
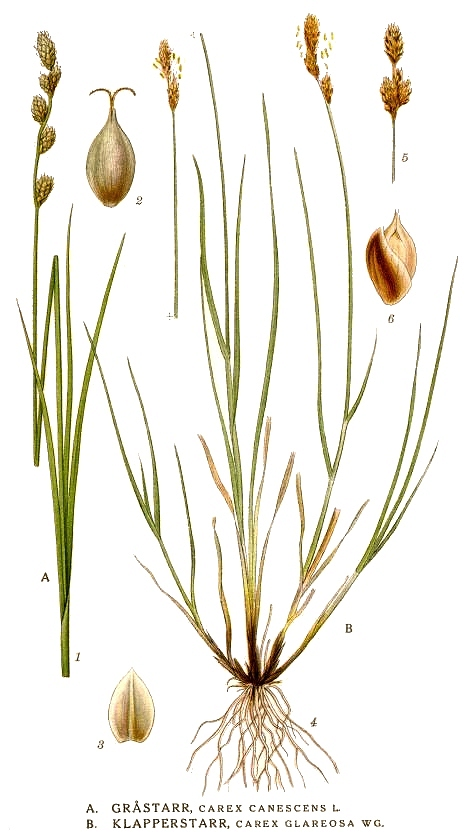